# جامعو الفنون في أسرة آل ثاني
الأسرة الحاكمة في قطر آل ثاني تشارك بعمق في مجال الفن. لأكثر من عشرين عاما فإن بعض من أعضائها قد جمع قطع عديدة وثمينة من الأعمال الفنية.
يهدف مشروع رؤية قطر الوطنية 2030 إلى إنشاء مدارس جديدة وجامعات جديدة ومتاحف جديدة. لذلك فإن التطور الثقافي الذي يتميز بالمتاحف والمعارض الجديدة يرتبط ارتباطا وثيقا بالدوافع السياسية لبناء «اقتصاد قائم على المعرفة» في قطر بحلول عام 2030.
تؤكد الصحفية باربرا بولاك الدور المركزي لأسرة آل ثاني في مقارنة السياسات الثقافية لدولة قطر وأبوظبي: «في حين تسجل أبو ظبي اسما لنفسها من خلال بناء الأقمار الصناعية المحلية المذهلة في اللوفر وغوغنهايم والمتحف البريطاني فإن مخطط بناء الأمة الثقافية هو أكثر محلية وإنشاء المتاحف الخاصة بها متجذرة في مجموعات من العائلة المالكة الخاصة بها».

## إستراتيجية جمع أسرة آل ثاني

### أعضاء فاعلين في العائلة المالكة
قاد العديد من أفراد عائلة آل ثاني في البداية اهتمام قطر ومشاركتها في مجال الفنون ومواصلة تجسيد وشكل السياسة الثقافية للبلاد. بالنسبة لويليام لوري رئيس الفن الحديث المعاصر العربي والإيراني السابق في كريستيز: «العائلة المالكة في قطر تشبه إلى حد كبير اليوم المعاصر لعائلة ميديشي في فلورنسا في القرن السادس عشر».
- يمتلك حسن بن محمد بن علي آل ثاني واحدا من أكثر مجموعات الفن العربي الحديث انتشارا في العالم ويقدر ب 6,300 قطعة. أثناء دراسته للفنون في جامعة قطر في منتصف الثمانينيات أصبح مهتما جدا بالرسم العربي في القرن العشرين وعلى الأخص الرسامين العراقيين.[6] إدراكا منه أن الفن بشكل عام كان «غائبا عن الحياة القطرية» في ذلك الوقت فقد تابع اكتشاف الفنانين العرب.[7] إذا كانت مجموعة حسن قد وضعت في المقام الأول من اهتمامه الشخصي بالفن ولم تكن موجهة نحو جمهور محدد فإنها تشكل الآن جوهر المتحف العربي للفن الحديث.
- لدى سعود بن محمد آل ثاني ابن ابن عم أمير قطر السابق حمد بن خليفة آل ثاني والرئيس السابق للمجلس الوطني للثقافة والفنون والتراث القطري مجموعة كبيرة من القطع الفنية التقليدية مثل المخطوطات والسجاد والأدوات العلمية ومجوهرات موغاي. يسهم إلى حد كبير في إنشاء مجموعات لخمسة متاحف موجودة ومخططة: متحف الفن الإسلامي والمكتبة الوطنية ومتحف التاريخ الطبيعي ومتحف التصوير الفوتوغرافي والمنسوجات التقليدية ومتحف الملابس.
- تجسد شقيقة أمير قطر المياسة بنت حمد بن خليفة آل ثاني الآن مشاركة الأسرة الحاكمة في الفن في قطر. بصفتها رئيسة هيئة متاحف قطر فإنها تعتبر «أقوى امرأة في عالم الفن اليوم» وفقا لمجلة فوربس التي صنفتها بين أقوى 100 امرأة في العالم في عام 2012. في عام 2011 صنفت مجلة آرت + أوكتيون في المرتبة الأولى للأشخاص الأكثر تأثيرا في عالم الفن.[8] وفقا لبنيامين جينوشيو رئيس تحرير الفن + المزاد: «المياسة لديها موارد بلد بأكمله تحت تصرفها».[9]

### الحضور القطري في سوق الفن
تصف قطر بأنها «صانع سوق» جديد في سوق الفن. في عام 2011 كشفت صحيفة الفن عن أن قطر هي أكبر مشتري فني في العالم.
يقول العديد من المعلقين بأن إستراتيجية لا تشوبها شائبة: محاولة قطر بشكل منهجي لقطع فنية شهيرة. بل هو نهج عملي ولكن البصيرة التي أدت بالبلاد إلى تأسيس نفسها باعتبارها لاعبا رئيسيا في سوق الفن العالمي. تنصح قطر بالخبراء الدوليين ذوي المهارات العالية. يؤكد ثيري إهرمان رئيس ومؤسس أرتبريس («الرائدة عالميا في مجال معلومات السوق الفنية») أن قطر نفذت «آلة حرب بارزة» لجعل الدوحة «عاصمة عالمية للفن». وفقا له: «إن قطر لا تخاطر وتتخذ أفضل القرارات وتستعد لدفع كل ما يلزم».

### الموارد المالية الكبيرة
واحدة من أبرز الحقائق حول وجود قطر في سوق الفن هي الموارد المالية الضخمة المعنية. الأسرة المالكة والمؤسسة الثقافية القطرية هي مشتركي راقيين لبنك البيانات على أسعار الفن ومؤشرات مجموعة أرتبريس. كشفت دراسة أجراها أرتبيريس وأبحاث متحف الجهاز خلال الفترة من 2000 إلى 2012 عن أن عرض قطر للأعمال الفنية بهامش يتراوح بين 40 و 45٪ فوق «أسعار السوق». بالتالي فإن مجلة فوربس تقدر أن الميزانية السنوية لهيئة متحف قطر الوحيدة هي حوالي 250 مليون دولار.
يقدر المدير التنفيذي لمجموعة صندوق الفنون الجميلة وهي شركة لإدارة الاستثمارات الفنية والاستشارات في لندن أن المشترين القطريين يشكلون 25 في المائة من سوق الفن في الشرق الأوسط البالغ 11 مليار دولار.

## مجموعة آل ثاني الفنية: نظرة عامة
لأكثر من عشرين عاما كانت عائلة آل ثاني تشتري مجموعة كبيرة من الأعمال الفنية بدءا من القطع الأثرية الإسلامية التقليدية وحتى القطع الشهيرة من الفن الحديث والمعاصر.

### التحف

أودوبون، البومة الثلجية.

يعود ذلك جزئيا إلى اهتمام سعود الكبير بالفن التقليدي وتمتلك عائلة آل ثاني مجموعة واسعة من الفن والتحف الإسلامية والرومانية والمصرية إلى جانب مجموعة واسعة من القطع الأثرية من جميع أنحاء العالم. تشمل المجموعة ما يلي:
- القطع الأثرية (الزجاج، السجاد، أسترولابلز)
- مخطوطات القرآن
- الكتب النادرة بما في ذلك مجموعة كاملة من مجموعة طيور أمريكا لجون جيمس أودوبون[19]
- المنمنمات
- مجوهرات قيمة
- الأثاث الفرنسي من القرن 18
- طبعات وعينات من التاريخ الطبيعي

### الفن الغربي
تشير التقديرات إلى أن آل ثاني أنفقوا ما لا يقل عن مليار دولار على اللوحة الغربية والنحت على مدى السنوات العشرين الماضية. من المعروف أن المياسة مهتمة بشكل خاص بعمل الأسماء الكبيرة للفن الغربي المعاصر مثل جيف كونز وتاكاشي موراكامي وداميان هيرست وريتشارد سيرا ولويز بورجوا ومارك روثكو.
تمتلك العائلة المالكة في قطر حاليا لوحة لاعبو الورق للفنان الفرنسي بول سيزان.

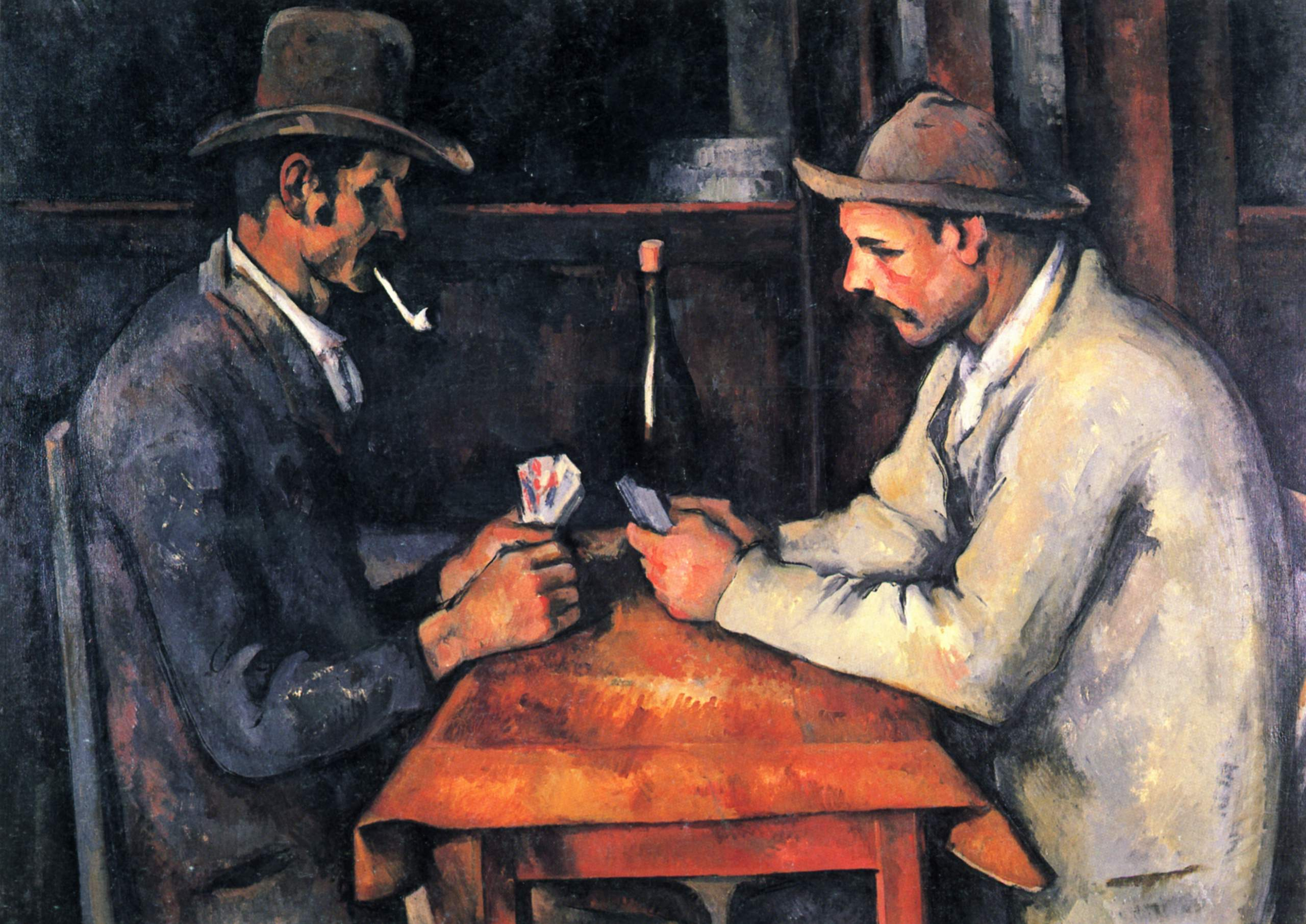
بول سيزان، لاعبو الورق.

باعتبارهم مشترين بارزين في السوق الفنية فقد وسعت عائلة آل ثاني بشكل كبير مجموعتها الفنية الحديثة. تمتلك الأسرة بشكل خاص:
- لوحة مركز الأبيض لمارك روثكو.
- لوحة دراسة الأبرياء المجهولين لفرانسيس بيكون
- لوحة تهويدة الربيع لداميان هيرست

### الفن في الشرق الأوسط وشمال أفريقيا
بالإضافة إلى بناء مجموعات أعمال الفنانين الدوليين تلتزم أسرة آل ثاني بتطوير الفن العربي المعاصر ودعم الفنانين الإقليميين. يعود الفضل في المقام الأول إلى حسن بن محمد بن علي آل ثاني الذي بدأ في شراء الفن العربي في منتصف الثمانينيات في حين لم يكن هناك سوى القليل من الاهتمام للحركات الفنية في المنطقة. في عام 1986 بدأ بالتعاون مع الفنان والمعلم الفني يوسف أحمد الحميد.
دعم حسن آل ثاني الفنانين العراقيين بعد الغزو العراقي للكويت وبدايات حرب الخليج الثانية. يمتلك مجموعة واسعة من القطع الفنية التي ينتجها اثنان من الفنانين العراقيين الأكثر شهرة وهما إسماعيل فتاح الترك وشاكر حسن آل سعيد. من المعروف أن مجموعته من الفن العراقي هي الأكبر في العالم. وفقا لأنطونيا كارفر المديرة العادلة للفن دبي فإن «أخبار عن سيزان وداميان هيرست تبرز في العناوين ولكن ربما تكون هذه الأشكال المحلية الأكثر رعاية - مثل رعاية حسن للفنانين العراقيين على مدى عدة عقود - ذات أهمية خاصة في المنطقة».
عرض معرض افتتاح المتحف العربي للفن الحديث في ديسمبر 2010 قطع فنية للعديد من الفنانين العرب مثل:
- الفنانين الفرنسيين من أصل جزائري قادر عطية وزينب سيديرا.
- العراقي عادل عابدين.
- الفلسطيني خليل رباح.
- المغاربة فريد بلكاهيا ومنير فاطمي.
- المصريين أحمد نوار وغادة عامر.
- اللبناني وليد رعد.

### التصوير الفوتوغرافي
اشترى سعود آل ثاني مجموعات صور مهمة جدا لا سيما 136 صورة فوتوغرافية عتيقة بما في ذلك قطع من ألفريد ستيغليتز ومان راي في عام 2000 وصورة بيضاء وبيضاء من جوزيف فيليبيرت جيرولت دي برانغي في عام 2003 مقابل 565,250 جنيه استرليني التي وصلت إلى رقم قياسي عالمي جديد.

## عرض مجموعة آل ثاني: المتاحف والمعارض

### المتاحف

#### هيئة متاحف قطر
من بين الابتكارات الهامة إنشاء هيئة متاحف قطر في عام 2005 وهي هيئة حكومية تتعاون مع وزارة الثقافة ولكن وفقا لما ذكرته مجلة "ذي إكونوميست" فإنها "مسألة عائلية". تؤكد المياسة في مقابلة أجرتها الصحيفة الإنجليزية أن "هيئة متاحف قطر هي طفل أبي المدلل وأراد أن يخلق شيئا للتواصل مع المجتمع وإقامة حوار ثقافي داخل المجتمع (...) نريد أن تكون هيئة متاحف قطر "المحرض الثقافي" وهي عامل محفز لمشاريع الفنون في جميع أنحاء العالم.

#### متحف الفن الإسلامي
طموح قطر في أن تصبح أهم مقصد ثقافي لمنطقة الخليج العربي أصبح ملموسا في عام 2008 مع افتتاح متحف الفن الإسلامي. تم تصميمه من قبل المهندس المعماري الصيني الأمريكي آي إم بي الذي بنى بشكل خاص الهرم الزجاجي لمتحف اللوفر في باريس. يعتبر واحدا من المتاحف الكبرى في العالم.
- حديقة متحف الفن الإسلامي

كان افتتاح الحيز العام الجديد حدثا رئيسيا في عام 2011. تم تطويره من قبل هيئة متاحف قطر ويقع على أساس متحف الفن الإسلامي وتشمل الحديقة بشكل خاص ريتشارد سيرا '7'. يعد النحت الذي يبلغ طوله 80 قدما أول عمل فني في الشرق الأوسط. كان الأمير السابق حمد بن خليفة آل ثاني حاضرا خلال حفل الافتتاح مع 700 ضيف. أكدت المياسة خلال كلمتها أن الحديقة الجديدة ستدعو مواطني الدوحة للتفاعل مع الفنون المعاصرة وغيرها من الفنون الإبداعية. في الوقت نفسه فإن الحديقة الجديدة تكمل وتعزز متحف الفن الإسلامي الذي صممه والدها.

#### المتحف
إن الاهتمام المتزايد للفن العربي الحديث يرمز إليه بافتتاح المتحف في ديسمبر 2010. استنادا إلى مجموعة من اللوحات الفنية وقطع فنية أخرى تعود إلى الأربعينيات من القرن التاسع عشر يهدف هذا المشروع الجنيني إلى إعطاء الفن الحديث جمهورا أوسع في العالم العربي. قالت المياسة آل ثاني: «نحن نجعل لقطر مكانا لرؤية واستكشاف ومناقشة إبداعات الفنانين العرب في العصر الحديث ووقتنا الخاص».
يوضح حسن بن محمد بن علي آل ثاني المنشئ والأكثر حماسا كيف كان المتحف يهدف إلى ملء الفراغ في الفن العربي الحديث في قطر: «بما أن المجموعة زادت تمثيلها للفترات والأساليب فقد بدأت التخطيط لجعل ذلك جزءا من مشروع محدد ولم أكن أعرف في ذلك الوقت أي متحف للفن العربي من القرن التاسع عشر حتى اليوم وكرسام ومصور - ببساطة كفنان - كنت متحمسا للفن الحديث والمعاصر والحركات الفنية في العالم العربي ولكن فقط في مصر يمكن أن تجد المتاحف المخصصة لتاريخ الفن العربي وأشكاله المختلفة من التعبير وإلا كان هناك شيء تقريبا في أي مكان لذلك بدلا من الاستمرار في الظلام قررت أن الظهور للضوء».

#### المتحف الوطني لدولة قطر
من أكبر المشاريع في قطر افتتاح المتحف الوطني الذي كان من المقرر افتتاحه في عام 2016. أما بالنسبة لمتحف قطر الدولي فقد نجحت قطر في إشراك المهندس الفرنسي الفرنسي جان نوفيل المعروف بالمشروع.

#### متحف فيصل بن قاسم
افتتح متحف فيصل بن قاسم آل ثاني في عام 1998 ويعرض حاليا أكثر من 15,000 قطعة أثرية جمعها فيصل بن قاسم آل ثاني على مدى عدة سنوات.

### الأحداث الفنية
إلى جانب المساهمة الكبيرة في بناء المتاحف الجديدة فإن عائلة آل ثاني شاركت في مجموعة واسعة من الفعاليات الفنية.
- موراكامي إيغو وقطر اليابان 2012

في عام 2010 مولت قطر معرض الفنان الياباني تاكاشي موراكامي المعروف باسم موراكامي-إيغو في قصر فرساي في عام 2010. عرض المعرض لاحقا في الدوحة في عام 2012. اقترح متحف الفن الإسلامي في البداية إلا أن الفنان الياباني وجد أن المساحة ليست كبيرة بما فيه الكفاية. تم بناء قاعة مؤقتة بدلا من ذلك والمعروفة باسم مساحة معرض الرواق وتقع بالقرب من متحف الفن الإسلامي. هذا هو المعرض الأول الذي يعرضه موراكامي في الشرق الأوسط. كان موراكامي-إيغو هو الحدث الذي أطلقته قطر-اليابان 2012 وهي مبادرة تهدف إلى تعزيز العلاقات الدبلوماسية بين البلدين من خلال سلسلة من الأنشطة الثقافية والرياضية.
- لويز بورجيواز ومامان

في الفترة من يناير إلى يونيو 2012 نظمت هيئة متاحف قطر معرض «واعية وغير واعية» وجمع حوالي 30 عملا فنيا أنشأتها لويز بورجوا بين عامي 1947 و 2009. يتمثل محور المعرض في النحت العنكبوتي البرونزي الشهير الذي يبلغ طوله 9 أمتار. علقت المياسة رئيسة هيئة متاحف قطر على أهمية النحت في قطر: «لويز بورجيواز مامان هي رمز حقيقي لفن القرن العشرين وهو عمل فني استحوذ على اهتمام الملايين في جميع أنحاء العالم ونحن فخورون بتقديم هذا النحت الرائع في مركز قطر الوطني للمؤتمرات من خلال عرض مختلف أشكال الفن في الأماكن العامة نهدف إلى إلهام المواهب المحلية وإقامة علاقة عضوية بين الفن والمجتمع المحلي». سوف يبقى النحت بشكل دائم في الدوحة.
- مسابقة التصوير: جائزة آل ثاني للتصوير الفوتوغرافي

مسابقة التصوير الفوتوغرافي التي تم إنشاؤها في عام 2001 برعاية كافية من قبل سعود بن محمد آل ثاني. توسعت بشكل كبير على مدى السنوات 12 الماضية التي فتحت لمنطقة الخليج العربي في عام 2003 إلى العالم العربي في عام 2005. أصبحت المنافسة دولية في عام 2006.

## الخلافات
دعت المشاركة النشطة من الأسرة الحاكمة في سوق الفن بعض الجدل والنقد بشأن تعتيم المعاملات والطابع العام / الخاص للموارد المالية المعنية.

### التعتيم والسرية
ترفض عائلة آل ثاني رسميا تأكيد أو نفي الشائعات المتداولة عبر عمليات الاستحواذ الفنية في هذه السنوات الماضية. من ثم يصعب بصفة خاصة تقييم ما إذا كانت هذه الاستحواذات خاصة أو محضة بالنيابة عن الدولة.

### سعود آل ثاني قيد الإقامة الجبرية في عام 2005
في عام 2005 رفعت دعوى قضائية ضد سعود بن محمد آل ثاني لعدم الوفاء بدفع 20 مليون دولار للقطع النقدية اليونانية القديمة. أعاد هذا الحدث إثارة المخاوف بشأن إنفاقه الضخم على الأعمال الفنية التي تقدر ب 2.5 مليار دولار على مدى ثماني سنوات.

## وصلات خارجية
- «الفن والشرق الأوسط: ثقافة قطر الملكة», الإيكونوميست, 31 مارس 2012
- Georgina Adam and Charlotte Burns, «كشفت قطر بأنها أكبر مشتري الفن المعاصر في العالم», صحيفة الفن, 7 يوليو 2011
- روبرت كلويفر، «مقدمة في عالم الفن الخليجي»
- كريستيان شيسنوت، جورج مالبرونو، قطر: مفاتيح الخزينة، مايكل لافونت، مارس 2013